# Christian Schmiterlow
Christian Schmiterlow, auch Christian Smiterlow, (* vor 1572; † 1604) war ein deutscher Dichter lateinischer Sprache. Er verfasste eine umfangreiche Dichtung über seine Familie, die insbesondere durch die Beschreibung der Stadt Stralsund und ihrer Geschichte von allgemeinerem Interesse ist. 

## Leben und Werk
Christian Schmiterlow war ein Sohn des Stralsunder Bürgermeisters Georg Schmiterlow (auch Jürgen Smiterlow, † 1571). Er studierte zunächst gemeinsam mit seinem älteren Bruder, der wie der Vater Georg Schmiterlow hieß, an der Universität Greifswald und an der Universität Rostock. Später ging sein älterer Bruder an die Universität Straßburg, Christian Schmiterlow jedoch studierte Rechtswissenschaften an der Universität Heidelberg und an der Universität Ingolstadt. 
Zur Hochzeit seines Bruders – dieser heiratete im Jahre 1580 Anna Moritz, eine Tochter des Greifswalder Professors Joachim Moritz – verfasste Christian Schmiterlow in Ingolstadt ein umfangreiches Hochzeitsgedicht (Epithalamium) in lateinischer Sprache. 
Sein als Smiterloviadum bekanntes Werk ist in Hexametern verfasst und besteht aus vier Büchern: Im 1. Buch wird die Namenssage dargestellt, wonach ein Ahnherr der Familie in den Kreuzzügen einen Löwen getötet habe und so der Name Schmiterlow entstanden sei. Ferner enthält das Buch eine Beschreibung der Stadt Stralsund und ihrer Geschichte. Das 2. Buch beschreibt die Studienzeit der beiden Brüder. Das 3. Buch behandelt die Rückkehr in die Heimatstadt Stralsund und die Vermählung mit Anna Moritz. Das 4. Buch preist das Glück der Ehe. Das Werk ist nicht im Druck erschienen, sondern wurde in Abschriften, teils nur auszugsweise, verbreitet. 
Trotz des erkennbaren Talents zog sich Christian Schmiterlow auf seine Güter Neuendorf und Netzeband zurück. Er starb im Jahre 1604. 

## Familie
Christian Schmiterlow war verheiratet mit Gertrud Dinnies, einer Tochter des Anklamer Rathsherrn Lorenz Dinnies. Aus der Ehe gingen hervor: 
- Georg Schmiterlow. Dessen Sohn Nikolaus Georg Schmiterlow war von 1676 bis 1683 Bürgermeister von Greifswald.
- Bertram Schmiterlow. Dessen Enkel wurden 1723 unter dem Namen von Schmiterlöw geadelt.